# Gevlekte bladspeurder
De gevlekte bladspeurder (Syndactyla guttulata) is een zangvogel uit de familie Furnariidae (ovenvogels).

## Verspreiding en leefgebied
Deze soort is endemisch in Venezuela en telt twee ondersoorten:
- S. g. guttulata: noordelijk Venezuela.
- S. g. pallida: noordoostelijk Venezuela.

## Status
De grootte van de populatie is niet gekwantificeerd maar de soort wordt omschreven als algemeen. Op de Rode lijst van de IUCN heeft deze soort de status niet bedreigd.